# 西春站
西春站（日语：／ Nishiharu eki */?）是位於愛知縣北名古屋市九之坪南町，名古屋鐵道（名鐵）的犬山線車站。車站編號為IY04。車站位於北名古屋市中心位置，為同市的代表車站。

## 歷史
從前早上下行方向中，部分特急會停此站，在中部國際機場啟用後沒有特急再停此站。
- 1912年（大正元年）8月6日 - 名古屋電氣鐵道（現時為名古屋鐵道）一宮線枇杷島－枇杷島橋（現時為枇杷島分岔點）－岩倉－西印田（現已廢止）之間開通，此站啟用。
- 1970年（昭和45年）12月25日 - 升級至準急停車站[1]。
- 1983年（昭和58年）2月15日 - 開設巴士路線來往西春（西出口）至名古屋機場之間。
- 1992年（平成4年）12月20日 - 跨站式站房啟用。往機場的巴士從西出口出發改為東出口[2]。
- 1993年（平成5年）3月28日 - 增設上下行線待避線[3]。
- 2005年（平成17年）1月29日 - 實際時間表白紙修正（日语：2005年からの名古屋鉄道ダイヤ改正#2005年1月29日改正），不再成為特急特別停車站[4]。
- 2007年（平成19年）7月2日 - 北巴士（日语：きたバス）開始運行。
- 2009年（平成21年） - 設置無障礙設施。在兩方向的月台與閘口之間增設升降機。
- 2011年（平成23年）2月11日 - 車站可以使用「manaca」IC卡。
- 2012年（平成24年）2月29日 - 車站不可使用交通儲值卡「Trans Pass（日语：トランパス (交通プリペイドカード)）」。

## 車站構造
車站設有2面4線的島式月台，均可容納8卡車廂。車站設有跨站式站房。為名鐵名古屋至岩倉之間唯一可待避的車站。內側為本線，外側為副本線。往名古屋方向出發後，下一個設有待避的車站中，名古屋本線為堀田站（急行的待避站為本笠寺站），常滑線為大江站（金山站在結構上是可以待避，但由於該車站設有許多班次，因此通常不會作為待避站）。此外，此站的普通列車會等候特急列車通過，以及普通電車（從地下鐵鶴舞線直通的列車）在時間表安排上可於此站轉乘準急列車。
| 月台 | 路線   | 上下行 | 方向                       |
| ---- | ------ | ------ | -------------------------- |
| 1、2 | 犬山線 | 下行   | 岩倉、犬山方向             |
| 3、4 | 犬山線 | 上行   | 名鐵名古屋、地下鐵伏見方向 |

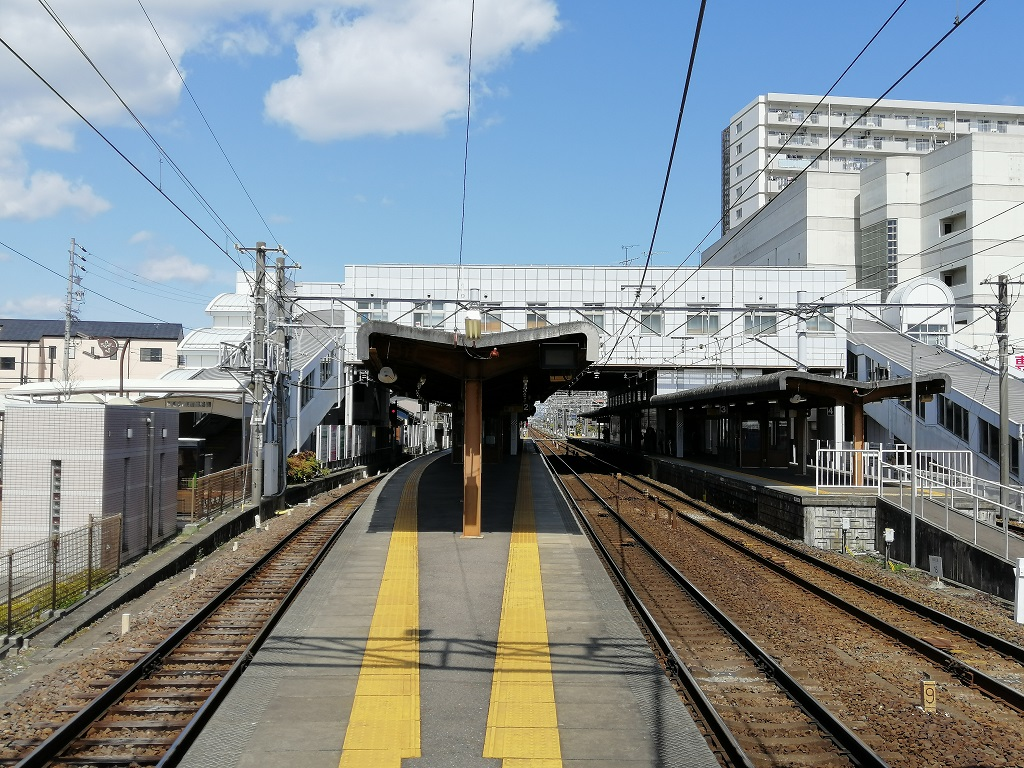
月台

### 配線圖
| ← 上小田井、 名古屋方向 | 西春站 站內配線略圖 | → 岩倉、 犬山方向 |
| 图例 参考文献：         |                     |                   |

## 使用狀況
- 在中提及在2013年度，當時1日平均上下車人次為22,288人，在名鐵所有車站（275站）排名第17，犬山線（17站）中排名第3[7]。
- 在中提及在1992年度，當時1日平均上下車人次為21,225人，除岐阜市內線均一車費區間內各站（岐阜市內線、田神線、美濃町線徹明町站至琴塚站之間）外名鐵所有車站（342站）中排名第17，犬山線（17站）中排名第4[8]。
- 在中提及在1981年度，當時1日平均上下車人次為14,700人，為名鐵所有車站中排名第23[9]。
- 在愛知縣統計資料中，在1日的平均乘車人次（不包括下車乘客）中，在2008年度（平成20年度）為11,078人，在2010年度（平成22年度）為10,696人。

在犬山線車站之中は，繼江南站和岩倉站後第3多人次使用。在1993年犬山線與地下鐵鶴舞線直通後，使用人次有所增加。即使在2005年往名古屋機場的巴士減班後，客量變化不大。

## 車站周邊
在2006年（平成18年）的市町村合併前，此站位於舊西春日井郡西春町與師勝町的邊界中間。西春的地方是由於本來現時北名古屋市九之坪附近為「西春日井」郡的中心位置，因此得名（「西春日井」的簡稱），在與師勝町合併後成立了北名古屋市，西春町被消滅。但是車站附近也繼續使用「西春」的名稱，包括西春郵局、西春高校、商店和金融機關的分店名稱也稱作「西春分店」「西春店」。在2016年（平成28年），設立了正式地名為西春站前1至2丁目（舊西春町九之坪，以及部分西之保地區）。
西出口中，向西方向方行直至縣道名古屋江南線(名草線)前是商店街。沿該縣道上設有三菱日聯銀行西春分店與北名古屋市政廳（西廳舍）等大規模設施。
東出口中，設有迴旋路，當中除了設有巴士站、的士站外。也設有PareMarche西春、地下停泊單車場、三菱日聯金融集團的營業所大廈。
連接東西兩邊的道路方面，在車站北邊設有平交道，車站南邊設有縣道春日井稻澤線的交體交差。
- PareMarche西春（日语：パレマルシェ西春）
- 西春西之保郵局
- 愛知縣道164號西春停車場線（日语：愛知県道164号西春停車場線）
- 九之坪城（日语：九之坪城）遺址

## 巴士路線
此站為前往名古屋機場（小牧機場）的巴士轉乘站。班次曾經為每15分鐘一班，在2005年（平成17年）中部國際機場啟用後減至30分鐘一班。
- 名鐵巴士（日语：名鉄バス）（東出口）
  - 經西豐場往名古屋機場
- 北名古屋市內循環巴士「北巴士」
  - 早上、黃昏班次
    - 東出口
      - 六師道毛線　經市政廳東廳舍往六師道毛
      - 萌之丘線　經東公民館往藥師寺村前

    - 西出口
      - 鍜治一色線　經文化勤勞會館往法成寺西
      - 中之鄉線　經沖村崗亭往中之鄉出荷場

  - 日間班次（東出口）

- 東循環1號線
- 東循環2號線
- 東西循環線
- 西循環1號線
- 西循環2號線

## 相鄰車站
名古屋鐵道
  犬山線
□μ-SKY、□快速特急、■特急
通過
□快速急行、■急行、■準急
上小田井（IY03）－西春（IY04）－岩倉（IY07）
■普通
上小田井（IY03）－西春（IY04）－德重·名古屋藝大（IY05）
在此站與上小田井站之間曾設有九之坪站，現已廢止。

## 注腳
1. ↑  “昼間の普通電車増強 名鉄18路線25日からダイヤ改正”，中日新聞，1970年12月22日11版，8面〔三河版〕
2. ↑  名古屋鐵道廣報宣傳部（編）. . 名古屋鐵道. 1994: 1078.
3. ↑  『鐵道畫刊 No.624　1996年7月號臨時特刊』 電氣車研究會，p.26
4. ↑  太田健一、宮田信美. . RAIL FAN (鐵道友之會). 2005-06, (632): 16.
5. 1 2  駅時刻表：名古屋鉄道・名鉄バス （页面存档备份，存于），2018年2月25日參閲
6. ↑  電氣車研究會，『鐵道畫刊』通卷第816號 2009年3月 臨時特刊號 「特集 - 名古屋鉄道」，卷末收錄「名古屋鐵道 配線略圖」
7. ↑  名鐵120年史編纂委員會事務局（編）. . 名古屋鐵道. 2014: 160–162.
8. ↑  名古屋鐵道廣報宣傳部（編）. . 名古屋鐵道. 1994: 651–653.
9. ↑  名古屋鐵道（編集）. . 名古屋鐵道. 1983: 36.

## 外部連結
- 西春 - 名古屋鐵道
- 名鐵巴士 （页面存档备份，存于）（日語）
- PareMarche西春 （页面存档备份，存于）（日語）